# Kobbie Mainoo
Kobbie Mainoo (Stockport, Inglaterra, 19 de abril de 2005) es un futbolista británico que juega en la demarcación de centrocampista para el Manchester United F. C. de la Premier League.

## Trayectoria
Tras empezar a formarse como futbolista en el Manchester United F. C., en la temporada 2022/23 subió al primer equipo, haciendo su debut el 10 de enero de 2023 en la Copa de la Liga contra el Charlton Athletic F. C., llegando a jugar la primera hora de partido, siendo sustituido en el minuto 60 por Casemiro. 18 días después debutó en la FA Cup contra el Reading F. C.

## Selección nacional
El 23 de marzo de 2024 hizo su debut con la selección de Inglaterra en un partido amistoso ante Brasil que perdieron por cero a uno.

### Participaciones en Eurocopas
| Copa          | Sede     | Resultado  | Partidos | Goles |
| ------------- | -------- | ---------- | -------- | ----- |
| Eurocopa 2024 | Alemania | Subcampeón | 6        | 0     |

## Estadísticas

### Clubes
Actualizado al último partido disputado el 25 de mayo de 2025.
| Club                               | Div.          | Temporada     | Liga  | Liga  | Liga   | Copas nacionales | Copas nacionales | Copas nacionales | Copas internacionales | Copas internacionales | Copas internacionales | Total | Total | Total  |
| Club                               | Div.          | Temporada     | Part. | Goles | Asist. | Part.            | Goles            | Asist.           | Part.                 | Goles                 | Asist.                | Part. | Goles | Asist. |
| ---------------------------------- | ------------- | ------------- | ----- | ----- | ------ | ---------------- | ---------------- | ---------------- | --------------------- | --------------------- | --------------------- | ----- | ----- | ------ |
| Manchester United F. C. Inglaterra | 1.ª           | 2022-23       | 1     | 0     | 0      | 2                | 0                | 0                | 0                     | 0                     | 0                     | 3     | 0     | 0      |
| Manchester United F. C. Inglaterra | 1.ª           | 2023-24       | 24    | 3     | 1      | 6                | 2                | 0                | 2                     | 0                     | 0                     | 32    | 5     | 1      |
| Manchester United F. C. Inglaterra | 1.ª           | 2024-25       | 25    | 0     | 0      | 4                | 0                | 0                | 8                     | 2                     | 1                     | 37    | 2     | 1      |
| Manchester United F. C. Inglaterra | Total club    | Total club    | 50    | 3     | 1      | 12               | 2                | 0                | 10                    | 2                     | 1                     | 72    | 7     | 2      |
| Total carrera                      | Total carrera | Total carrera | 50    | 3     | 1      | 12               | 2                | 0                | 10                    | 2                     | 1                     | 72    | 7     | 2      |
| 1. 2.                              |               |               |       |       |        |                  |                  |                  |                       |                       |                       |       |       |        |

## Palmarés

### Títulos nacionales
| Título | Club                    | País       | Año  |
| ------ | ----------------------- | ---------- | ---- |
| FA Cup | Manchester United F. C. | Inglaterra | 2024 |

### Distinciones individuales
| Distinción                                  | Año  |
| ------------------------------------------- | ---- |
| Gol del mes de febrero de la Premier League | 2024 |